# Gekko siamensis
Gekko siamensis là một loài thằn lằn trong họ Gekkonidae. Loài này được Grossmann & Ulber mô tả khoa học đầu tiên năm 1990.